# Joshua Radin
Joshua Radin, född 14 juni 1974, är en amerikansk sångare och låtskrivare från Shaker Heights, Ohio som började spela 2004. Radins musik beskrivs som folkrock och akustiskt. Han släppte sitt första studioalbum på Columbia Records men är nu hos Mom & Pop Records.

## Biografi
Radin började redan vid tidig ålder att pröva på olika estetiska inriktningar, bland annat konst, skådespeleri och musik. Vid Northwestern University studerade han teckning och målning. Radins första inspelning var en demo på låten Winter producerad av låtskrivaren Cary Brothers. När hans nära vän, skådespelaren och regissören Zach Braff, hörde demon på "Winter" blev han intresserad och fick med låten i sin TV-serie Scrubs i avsnittet "My Screw Up" tidigt under 2004. Låten fick otroligt bra respons hos TV-seriens tittare. Även låtarna "Today", "Closer", "Don't Look Away" och "These Photographs" har varit med i TV-serien. Zach Braff själv spelar triangel i låten "Today".
Radins låtar har även varit med i Brothers & Sisters, Grey's Anatomy, American Idol, One Tree Hill, House M.D och Studio 60 on the Sunset Strip. Låten "Star Mile" är med i filmen The Last Kiss (med Zach Braff i huvudrollen) och "What If You" var med i filmen Catch and Release.
Han har turnerat med bland andra Tori Amos, Sheryl Crow, Ingrid Michaelson, Sara Bareilles, KT Tunstall, Cary Brothers, Imogen Heap, Butch Walker, Meiko och Missy Higgins.
Radins debutalbum We Were Here toppade listan för "bästsäljande folkrock-album" på Itunes Store.. Radins andra studioalbum släpptes på iTunes Store den 9 september 2008 och 30 september i affärerna. Den första singeln från andra albumet är "I'd Rather Be With You".
I augusti 2008 spelade Joshua låten "Today" på Ellen DeGeneres tv-show efter att Ellen hade träffat Joshua på en välgörenhetstillställning. Tillsammans med sin fru Portia bad Ellen Joshua att sjunga "Today" på deras bröllop. Det sägs att paret hade nekat erbjudanden från både George Michael och Justin Timberlake för att istället ta Joshua.
Joshua gästade den 13 september 2012 det svenska tv-programmet Breaking News med Filip och Fredrik på kanal 5.

## Kuriosa
- Zach Braff regisserade hans första musikvideo, videon till låten Closer.
- Han har en liten biroll i Zach Braffs film Garden State.

## Diskografi

### Studioalbum
- We Were Here (2006)
- Simple Times (2008)
- The Rock and the Tide (2010)
- Underwater (2012)
- Wax Wings (2013)
- Onward and Sideways (2015)
- The Fall (2017)

### Livealbum
- Live from the Village (2016)

### Singlar
- 2005: "Closer"
- 2006: "The Fear You Won't Fall"
- 2007: "Only You (Imogen Heap Mix)" (Itunes-exklusiv)
- 2008: "I'd Rather Be with You"
- 2010: "Brand New Day"
- 2015: "Belong"
- 2016: "High and Low"
- 2016: "Belong" (med Måns Zelmerlöw)

### EP
- First Between 3rd and 4th (2004)
- Live Session ([Itunes-exklusiv EP) (2006)
- Unclear Sky (Itunes-exklusiv EP) (2008)
- Simple Times – Bonus Material (Demos) (2009)
- Songs Under a Streetlight (2010)
- The Rock and the Tide (Acoustic Session) (2011)